# Christian Chávez
Christian Chávez, właśc. José Christian Chávez Garza (ur. 7 sierpnia 1983 w Reynosa) – meksykański aktor, piosenkarz i autor tekstów. W latach 2004–2009 członek jednego z najpopularniejszych zespołów muzycznych Ameryki Łacińskiej, RBD. Znany z roli Giovanniego Méndeza Lópeza w telenoweli Zbuntowani i Patricio „Pato” Lascuráina w serialu Netflixa Dom kwiatów.

## Życiorys

### Początki
Urodził się w rodzinie José Luis Cháveza i Olivii Garza. Ma starszą siostrę przyrodnią, Jazmín Pérez Garza.
Ukończył studia aktorskie w Centro de Educación Artística de Televisa (CEA).

### 2002–2009:Klasa 406,Zbuntowanii RBD

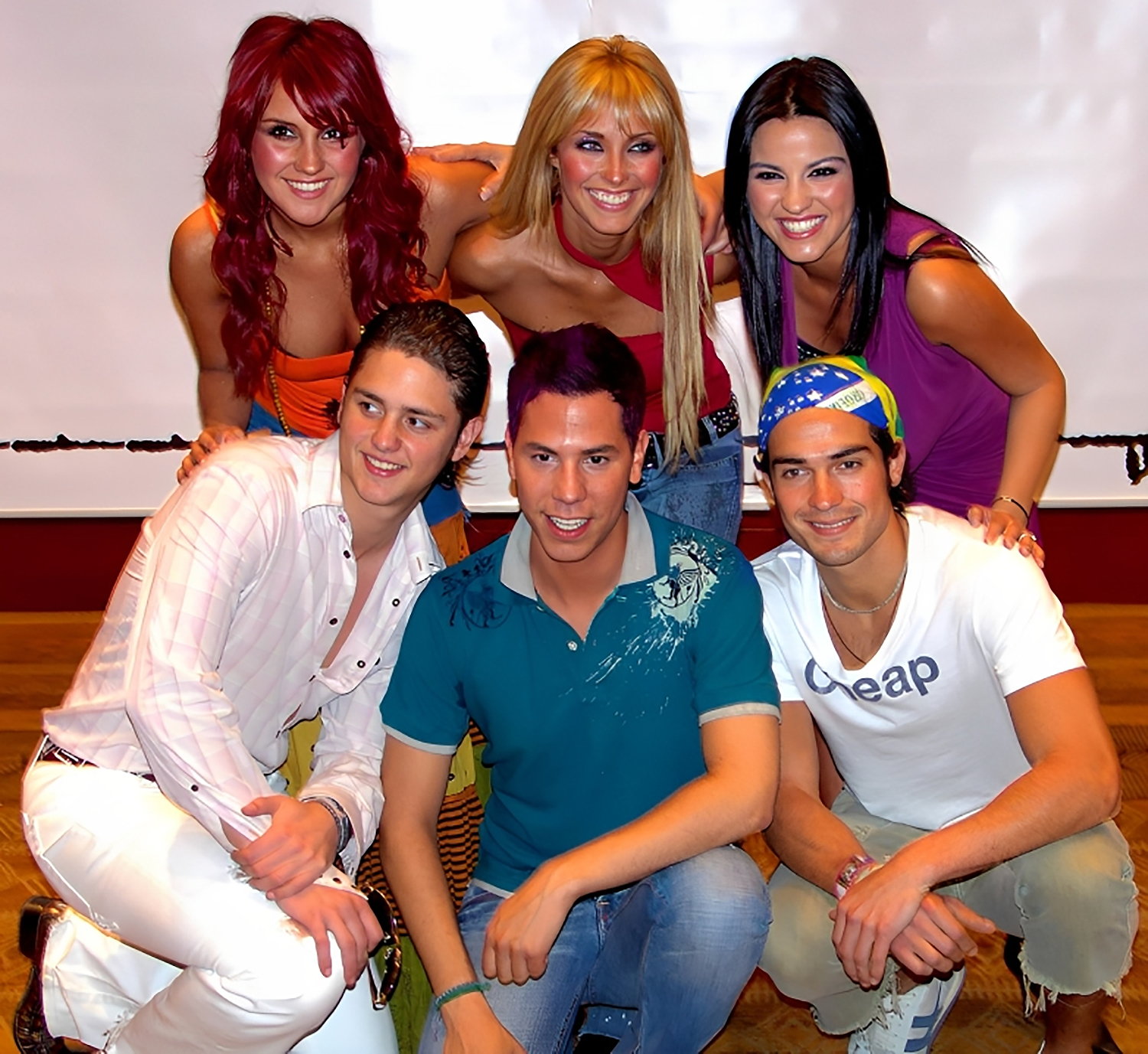
Zespół RBD (2006)

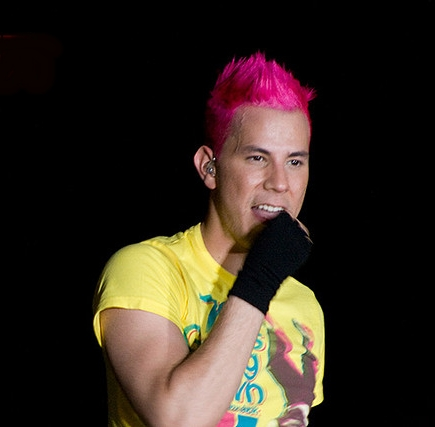
Chávez w trakcie koncertu RBD (2008)

W latach 2002–2003 zagrał rolę Fernando „Fercho” Lucena w telenoweli młodzieżowej Televisy Klasa 406 (Clase 406) wraz z trójką jego przyszłych kolegów z zespołu RBD, Dulce Maríą, Anahí i Alfonso Herrerą. W trakcie nagrywania serialu odkryto jego talent wokalny, był jednym z wykonawców piosenek na album telenoweli, w tym piosenki „Dos enamorados” wraz z Dulce Maríą.
W latach 2004–2006 Chávez zagrał jednego z głównych bohaterów w młodzieżowej telenoweli Televisy Zbuntowani, Juana „Giovanniego” Méndeza Lópeza. Serial był transmitowany w ponad 16 państwach, w tym Polsce, Stanach Zjednoczonych, Rumunii czy Izraelu, i trwał trzy sezony. W fabule telenoweli sześcioro głównych bohaterów gra w zespole o nazwie RBD łącząc pasję do muzyki z perypetiami życia licealnego. To sprawiło, że Christian tak jak pozostali główni aktorzy zaczęli równolegle do grania w serialu, nagrywać kolejne piosenki. Zespół RBD, stworzony przez reżysera Pedro Damiana, zaczął nagrywać kolejne płyty i koncertować. W składzie zespołu oprócz niego znaleźli się Anahí, Dulce María, Maite Perroni, Alfonso „Poncho” Herrera i Christopher von Uckermann. Artyści występowali pod własnymi nazwiskami, jednak bywali utożsamiani z bohaterami fikcyjnymi z serialu.
W latach 2004–2009 Chávez wraz z RBD nagrał sześć albumów studyjnych (Rebelde, Nuestro Amor, Celestial, Rebels, Empezar Desde Cero, Para Olvidarte de Mí) i kilka albumów koncertowych. Śpiewali w języku hiszpańskim, angielskim i portugalskim. Sprzedali ponad 15 milionów płyt, przez co ich albumy wielokrotnie okrywały się złotem, platyną i diamentem, a także odbyli trzy międzynarodowe trasy koncertowe. Oprócz Meksyku zgromadzili rzesze fanów na całym świecie, szczególnie w Brazylii, Hiszpanii, Kolumbii, Chile, a nawet w Stanach Zjednoczonych i Japonii. Oficjalnie RBD działało od 4 października 2004 roku do 2009 roku. Rozpad grupy ogłosili 14 sierpnia 2008 roku i zakończyli wspólne występy podczas pożegnalnej trasy Gira Del Adiós promując ostatni wspólny album. W 2007 roku członkowie RBD, w tym Christian, zagrali w sitcomie RBD: La familia, którego fabułą było fikcyjne życie członków odnoszącego sukcesy zespołu muzycznego.

### 2009–2010: rozwój kariery muzycznej
Odrzucił propozycję zagrania w Verano De Amor. W dniach od 26 września do 1 października 2009 roku miała miejsce seria promocyjnych występów Christiana w Brazylii, tzw. Pocket Shows, podczas których zaprezentował takie utwory jak I wanna be the rain/Quisiera ser, Tu amor, Pedazos, Quiero volar, A tu lado oraz Una cancion.
Wspomniana płyta została w niewyjaśnionych okolicznościach wykradziona z wytwórni, a jej zawartość trafiła do sieci, co go załamało.

## Życie prywatne

### Coming out
W 2007 roku Chávez otrzymał anonimowy mail z groźbą upublicznienia zdjęć z jego uroczystości ślubnej na której wymienia się obrączkami z partnerem. Zdjęcia pochodziły z 2005 roku z Kanady. Do tego czasu Chávez zaprzeczał pogłoskom o jego homoseksualizmie m.in. w wywiadzie dla People En Espanol z października 2006 roku: „Jeśli jesteś tym, kim jesteś, to zrób to, powiedz to, wykrzycz to, ale nie jestem gejem i nikt nie ma prawa wymyślać o mnie rzeczy”. Zdjęcia zostały upublicznione w marcu 2007 roku, a Chávez w tym czasie poprosił o pomoc Pedro Damiana w przygotowaniu oficjalnego komunikatu prasowego w którym dokonał coming outu. W wiadomości na oficjalnej stronie RBD przyznał, że „nie chce już dalej kłamać i okłamywać siebie”, a z upublicznieniem tej wiadomości zwlekał ze strachu przed konsekwencjami. Stał się jednym z pierwszych członków meksykańskiej elity show-biznesu, który „ujawnił się” publicznie, co wywołało poruszenie w konserwatywnym kraju katolickim jakim był w tamtym czasie Meksyk.
Chávez stwierdził, że był świadomy swojej orientacji seksualnej od wczesnych lat, a swojej najbliżej rodzinie wyjawił ją po skończeniu 16. roku życia. Jego rodzina zaakceptowała to, choć problemy miała z tym wyznaniem jego matka. Na długo przez publiczną informacją wiedzieli o tym również pozostali członkowie zespołu RBD i Pedro Damian.

### Małżeństwo
Chávez potwierdził, że swojego przyszłego męża Williama „BJ” Murphy’ego, który z zawodu był fryzjerem, poznał w grudniu 2003 roku w sklepie spożywczym w Kanadzie, gdzie nagrywali telenowelę Zbuntowani. Po wyjeździe Christiana z Kanady załatwił on Murphy'emy dokumenty imigracyjne i zaprosił go do Meksyku, gdzie wkrótce wspólnie zamieszkali. Pobrali się w 2005 roku w Kanadzie w otoczeniu najbliżej rodziny. W późniejszych latach małżeństwo rozstało się, choć jeden z kolejnych partnerów Cháveza, Ben Kruger wyjawił, że Chávez nie rozwiódł się oficjalnie z mężem pomimo rozstania.

### Uzależnienia i problemy osobiste
30 kwietnia 2013 roku Chávez i jego ówczesny partner Ben Kruger zostali aresztowani za przemoc domową. Obydwoje mieli widoczne rany po bójce i zostali zwolnieni po wyjaśnieniu sprawy. Niedługo potem rozstali się, a Kruger wydał obszerne oświadczenie w którym opisał swój związek z Christianem i wieczór aresztowania twierdząc, że Christian groził mu nożem. Przyznał, że Chávez miał problemy finansowe oraz borykał się z niepowodzeniami w karierze muzycznej, co doprowadziło do ataków agresji, pogłębiającego się uzależnienia od narkotyków i innych substancji odurzających, zaś kontrowersje związane z aresztowaniem i ich burzliwym związkiem przekształcił w promowanie muzyki obarczając Krugera winą.
Chávez wyznał, że borykał się z depresją, uzależnieniem od różnych substancji odurzających i ma za sobą próbę samobójczą. W październiku 2013 roku opublikował na swoim Twitterze zdjęcia z ranami ciętymi na nadgarstku i inne fotografie, które wzbudziły zaniepokojenie fanów. W 2015 roku potwierdził, że zdjęcia były prawdziwe, a od kolejnej próby samobójczej odwiodła go wtedy interwencja Anahí, która wraz z innymi osobami odwiedziła go i wsparła w walce z problemami osobistymi.
W 2020 roku Chávez został oskarżony przez holenderskiego makijażystę Maico Kempera o przemoc domową. Opublikowano zdjęcia z obrażeniami Kempera, który twierdził, że Chávez rozbił na jego głowie butelkę tequilli co doprowadziło do utraty świadomości zaraz po tym jak w trakcie awantury Kemper zakończył ich związek. Chávez wszystkiemu zaprzeczył i oskarżył byłego partnera o pomówienie.

## Filmografia

### Filmy
- 2015: Entropía de un hombre ordinario jako Isaac (krótkometrażowy)
- 2017: Los retratos de Simone jako Leo (krótkometrażowy)
- 2019: En las buenas y en las malas jako Alberto

### Seriale
- 2001: El juego de la vida  (odc. 1.165)
- 2002–2003: Clase 406 jako Fernando „Fercho” Lucena
- 2004–2006: Zbuntowani (Rebelde) jako Juan „Giovanni” Méndez López
- 2005: La energía de Sonric'slandia jako Juan „Giovanni” Méndez López
- 2007: RBD: La familia jako Chris
- 2009: Hermanos y detectives jako Sebastián
- 2012–2014: Fixing Paco jako Daniel
- 2012–2014: Componiendo a Paco jako Daniel
- 2016–2017: Despertar contigo jako Cristian
- 2018: Like, la leyenda jako Gabriel „Gabo” Rey
- 2018: Rosario Tijeras jako Guaro
- 2018–2019: La Bandida jako Samuel Hernández
- 2020: Dom kwiatów (La casa de las flores)  jako Patricio Lascurain
- 2020: Run Coyote Run jako Jacob (odc. Terapia de liberación)

### Teatr
- Hoy no me puedo levantar
- Avenida Q

## Dyskografia

### Z RBD
Albumy studyjne
- 2004: Rebelde
- 2005: Nuestro Amor
- 2006: Celestial
- 2006: Rebels
- 2007: Empezar Desde Cero
- 2009: Para Olvidarte de Mí

### Solowo

#### Albumy studyjne
- 2010: Almas Transparentes

#### Albumy koncertowe
- 2012: Esencial

#### Single
- 2010: „¿En Dónde Estás?”
- 2010: „Almas Transparentes”
- 2011: „Libertad” (ft. Anahí)
- 2012: „Sacrilegio”
- 2012: „Mas Vale Tarde Que Nunca” (ft. Ana Victoria)

## Trasy koncertowe

### Z RBD
- 2005–2006: Tour Generación RBD
- 2007: Tour Celestial
- 2008: Empezar Desde Cero Tour
- 2008: Gira Del Adiós World Tour
- 2023: Soy Rebelde Tour

### Solowo
- 2009: Christian Pocket Show
- 2010: Libertad World Tour
- 2012: Esencial Tour

## Nagrody i nominacje
| Rok  | Nagroda                       | Kategoria                                     | Nominacja za           | Wynik     |
| ---- | ----------------------------- | --------------------------------------------- | ---------------------- | --------- |
| 2003 | Premios TVyNovelas            | Najlepsze męskie odkrycie                     | Klasa 206              | Wygrana   |
| 2010 | Premios Orgullosamente Latino | Piosenkarz roku latino                        |                        | Nominacja |
| 2010 | Premios People en Español     | Najlepszy artysta lub zespół pop              |                        | Nominacja |
| 2011 | Premios People en Español     | Teledysk roku                                 | „Libertad” (ft. Anahí) | Wygrana   |
| 2011 | Premios People en Español     | Najlepszy artysta lub zespół pop              |                        | Wygrana   |
| 2011 | GLAAD Media Awards            | Najlepszy hiszpańskojęzyczny artysta muzyczny | Almas Transparentes    | Wygrana   |
| 2016 | Premio Arlequín               | Kariera artystyczna                           |                        | Wygrana   |